# Северный (Воронеж)

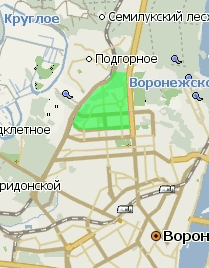

Се́верный (Северный жилой район) — исторически сложившаяся часть города Воронежа. Находится в Коминтерновском районе города, приблизительно в 5 км от центра.
Основные улицы — Московский проспект, Владимира Невского, Хользунова, Генерала Лизюкова, бульвар Победы. Является спальным районом.

## Границы
С восточной стороны микрорайон ограничен Московским проспектом, с южной стороны — улицей Хользунова, с западной — улицей Антонова-Овсеенко, с северной закругляется развязкой, соединяющей Антонова-Овсеенко и Московский проспект. Некоторые жители также относят к Северному территорию, ограниченную улицами Шишкова, Хользунова и Московским проспектом (квартал «Дубрава»).

## История
В смутное время Воронеж стал одним из городов, которые не приняли присягу польскому королевичу Владиславу. 29 июля (по старому стилю) 1613 года сторонники королевича — атаман И. М. Заруцкий с Мариной Мнишек и отряд мятежных казаков — подступили к Воронежу к северу от городской крепости (в районе современного Северного микрорайона). После сражения казаки бежали. Многие из них потонули при переправе через реку Дон. Заруцкий и Мнишек смогли добраться до Астрахани.
2 августа 1930 года впервые в СССР в районе хутора Клочково (сейчас на территории Северного микрорайона) был высажен воздушный десант в количестве двенадцати человек.

## Памятники

Памятник Славы

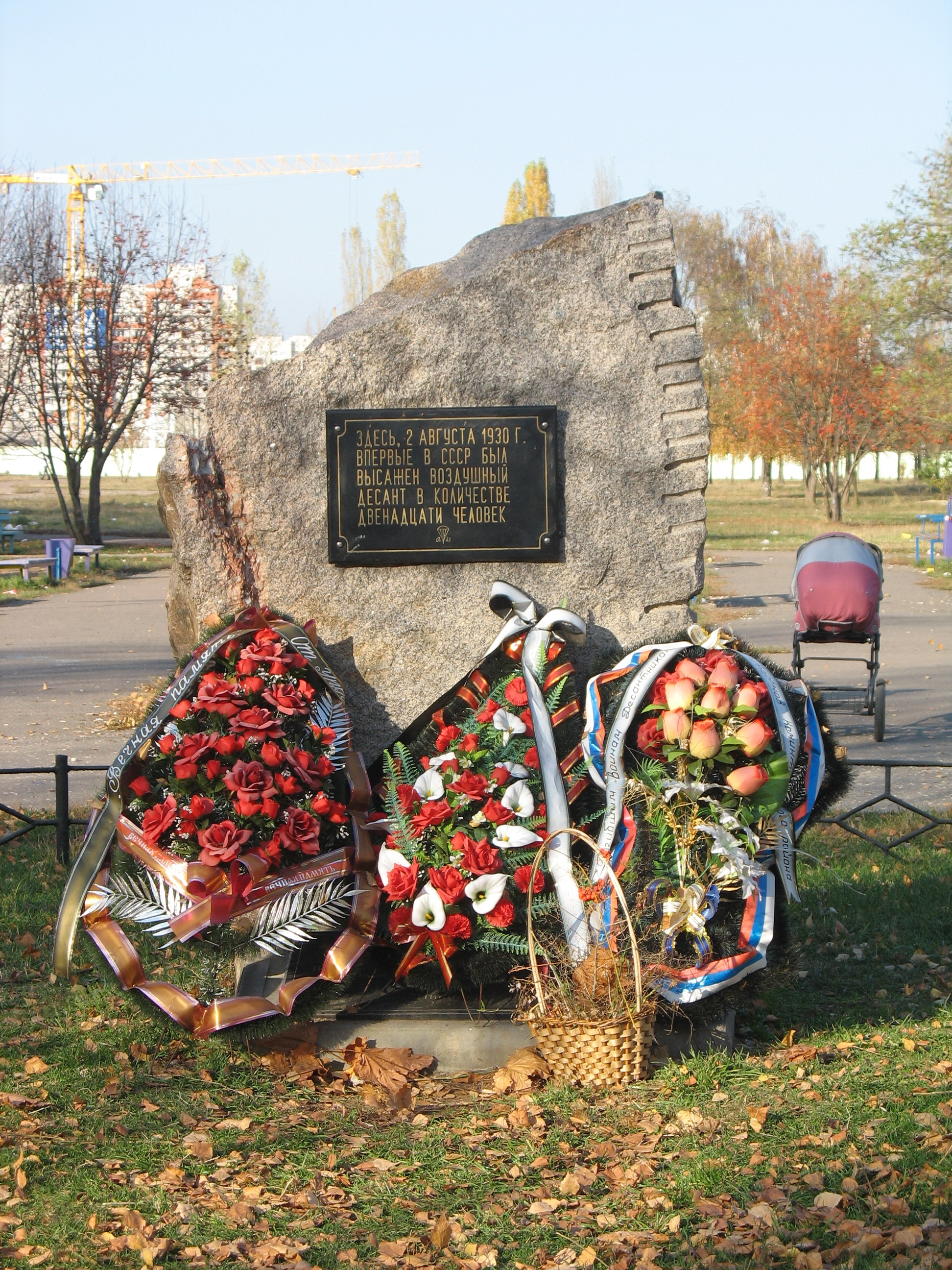
Памятный знак на месте высадки первого десанта

На территории Северного микрорайона поставлен Памятник Славы — мемориальный комплекс на братской могиле воинов Советской Армии, погибших в боях за Воронеж в 1942—1943 гг. Он расположен на пересечении Московского просп. и ул. Хользунова. В братской могиле воинов схоронено около 10 тыс. человек. Мемориал был открыт 24 января 1967 года. Авторы мемориала — скульптор Ф. К. Сушков и архитектор А. Г. Бузов.
На месте высадки первого десанта в СССР 1 августа 2007 года установлен памятный знак. На открытии памятника присутствовал Председатель Совета Федерации Сергей Миронов. 4 сентября 2010 года в парке Победы был торжественно открыт Монумент «Воронеж–Родина ВДВ». В церемонии открытия участвовали «главный десантник России» главком ВДВ, генерал Владимир Шаманов и президент Ингушетии Юнус-Бек Евкуров.
В январе 2009 года на соборном рынке открыт Памятник продавцу и покупателю.

Котёнок с улицы Лизюкова

В Северном микрорайоне на улице Лизюкова поставлен памятник герою мультфильма «Котёнок с улицы Лизюкова», которого придумал воронежский писатель Виталий Маркович Злобин. По мнению воронежского краеведа В. И. Кононова, котёнок Вася, скорее всего, третий в мире мультипликационный герой, которому поставили памятник.

## Коминтерновское кладбище
Сюда были перенесены со старых кладбищ надгробья XIX века — начала XX века. Многие надгробья были использованы для новых захоронений. Так, с Чугуновского кладбища взяты «саркофаги» с могил городского головы С. Л. Кряжова и его жены Г. И. Кряжовой (использованы на могилах Н. и Г. Петровских, квартал 3) и других членов этой семьи (на могиле Е. О. Мотовиловой, квартал 4). Эти уникальные памятники выполнены в середине XIX в. из чёрного полированного шведского гранита.

## Храмы

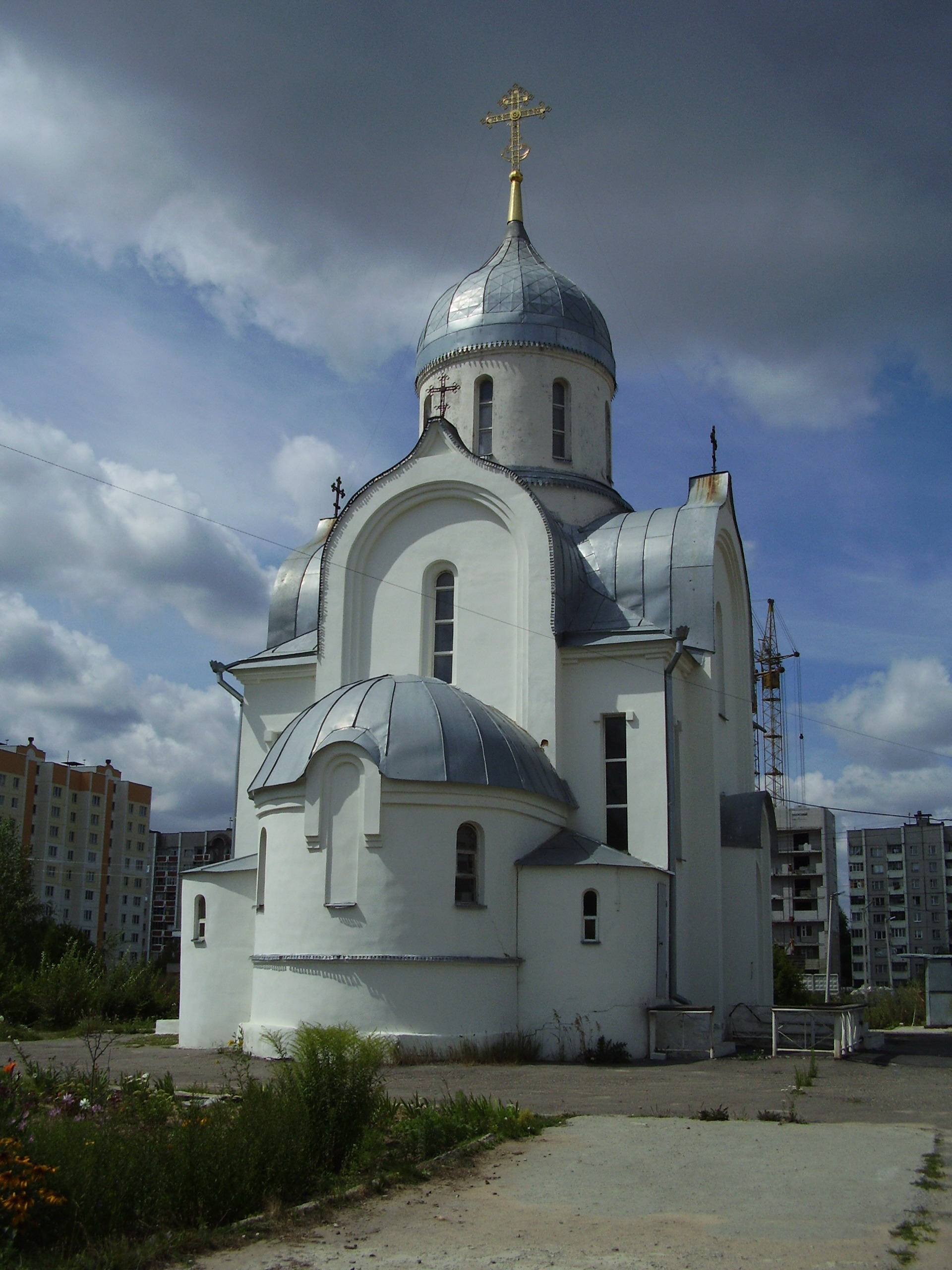
Храм во имя святого благоверного князя Александра Невского

В Северном микрорайоне в 1995 году был заложен храм во имя Блаженной Ксении Петербургской по проекту архитектора А. Б. Логвинова. У храма девять куполов. Храм традиционно посещают паломники, идущие крестным ходом из Воронежа в Задонск к святителю Тихону Задонскому.
Рядом с Храмом Ксении Петербургской построен Храм во имя святого благоверного князя Александра Невского. Это первый храм, построенный в Воронеже после периода советской власти.
В 2005 году на улице Хользунова открыл свои двери для прихожан храм Андрея Первозванного.